# Gillette
Gillette («Жилле́тт», также встречается вариант «Джиллетт»; англ. Gillette) — бренд компании Procter & Gamble, производитель аксессуаров для бритья и ухода за телом.

## История
Созданная в 1901 году американским изобретателем Кингом Кэмпом Жиллеттом, фирма производит бритвенные системы, станки и лезвия к ним, аксессуары для бритья. Также производится аналогичная продукция и для женщин.
В 2005 году вместе с дочерними компаниями (Oral-B, Duracell и Braun) она была приобретена Procter & Gamble за $ 57 млрд, где UBS был консультантом, после чего стала подразделением Procter & Gamble.

## Бритвенные системы

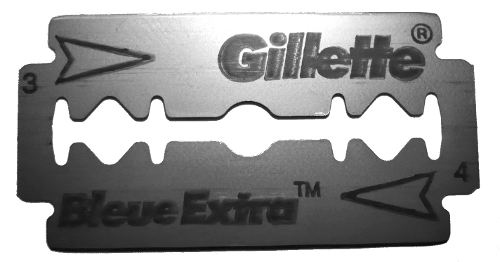
Двустороннее лезвие для безопасной бритвы Gillette series

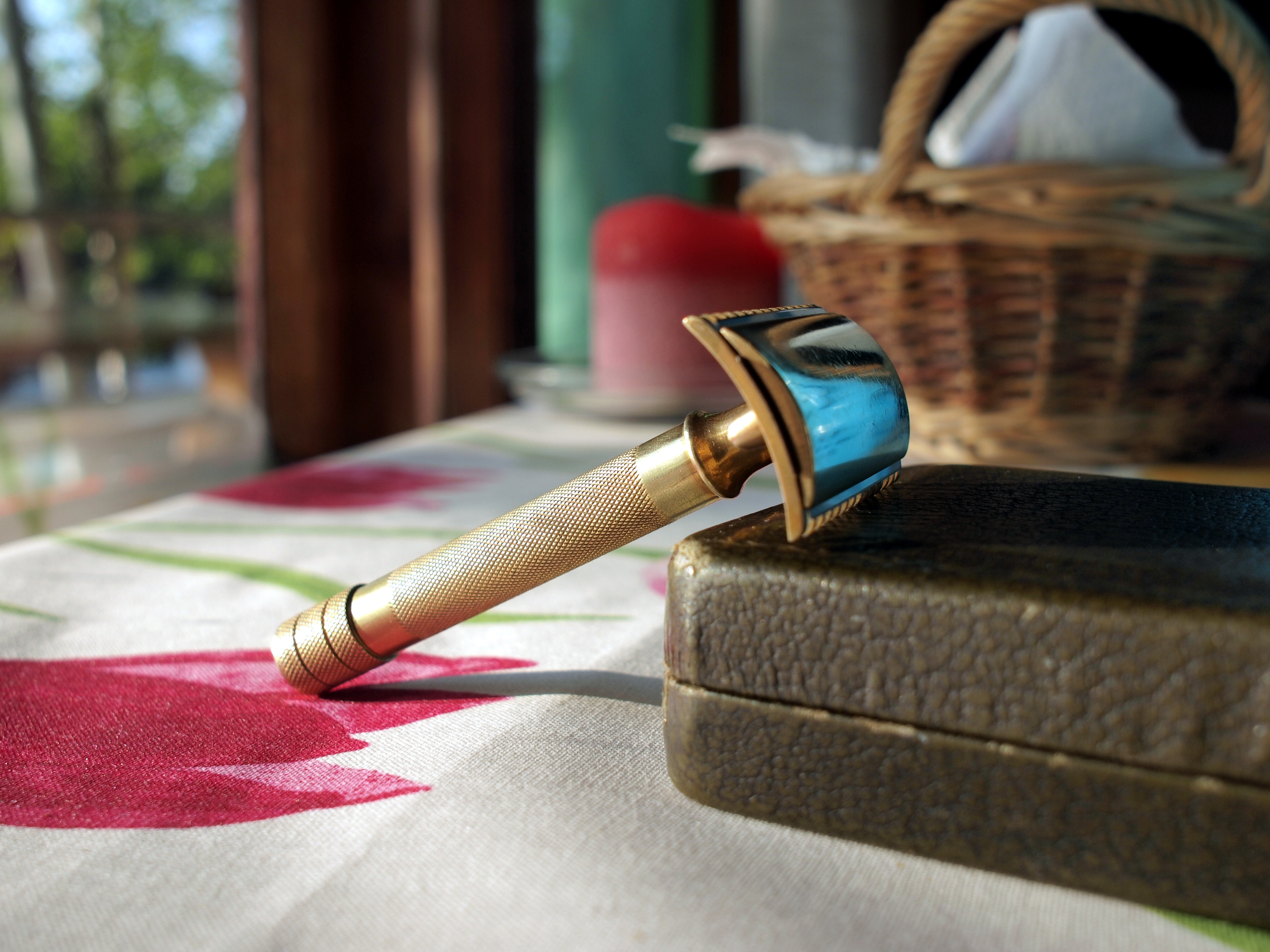
«Old type» — двусторонняя безопасная бритва Gillette, выпускавшаяся с 1921 по 1928 г

Каждая система имеет своё название, защищённое авторскими правами. Заводы компании располагаются в США, Бразилии, Мексике, Китае, Германии, Польше и России. Российский завод находится на Пулковском шоссе в городе Санкт-Петербург.
Самая последняя разработка Gillette — это ProGlide Power, бритвенная система с 5 лезвиями и виброрежимом, и её модификация ProGlide без функции Power.
Продаются, кроме перечисленных, и другие бритвенные системы: Sensor Excel, Slalom Plus — 2-лезвийные системы. Для серии станков Sensor сейчас производятся 3-лезвийные кассеты. Slalom Plus - самая дешёвая бритвенная система Gillette из представленных на данный момент. Slalom Plus — это переименованная система Atra Plus.
Компания производит большое количество одноразовых бритвенных станков (например, Permatik для турецкого рынка), многие из них производятся в Санкт-Петербурге.
Помимо современных бритвенных станков, компания продолжает производить двусторонние лезвия, которые использовались в классическом бритвенном станке.

## История станков
После классических станков первой бритвенной системой Gillette была Trac II c 2 лезвиями. Далее была разработана система Gillette Atra (1977), впервые имевшая плавающую головку.
Следующей системой компании была модификация Atra — Atra Plus (1985), получившая смазывающую полоску над рядом лезвий. В 1990 году была произведена модель Sensor, наследники которой популярны и по сей день. Система имела передовой для того времени стальной дизайн и 2-точечную плавающую головку.
В 1995 впервые была произведена система Gillette с 5 микрогребнями — Sensor Excel, было заявлено, что микрогребни натягивают кожу для обеспечения более гладкого бритья. В 1998 году вышла бритвенная система Mach3 с 3 лезвиями в кассете и 5 микрогребнями. В 2003 году выпускается модификация Mach3 — Mach3 Turbo, новинка имела 10 микрогребней вместо пяти, а также новые лезвия Antifriction. Также был обновлён дизайн ручки. В 2004 году вышла модификация системы Mach3 Turbo c виброрежимом, работающая от батарейки, получившая название M3Power.
В 2007 году выходит система с 5 лезвиями — Gillette Fusion и её модификация с виброрежимом Fusion Power. Также у Fusion впервые появилось лезвие-триммер на обороте кассеты для бритья сложных участков лица.

### Бритвенные системы для женщин
На данный момент существуют своеобразные женские модификации популярных мужских станков. Самая последняя - Embrace, это аналог мужского 5-лезвенного станка Fusion.
Современные женские станки и их мужские аналоги:
- Sensor Excel for women — отличие от Sensor Excel - только в дизайне ручки станка.
- Venus — женский аналог Mach3[англ.] (3 лезвия).
- Venus Divine — женский аналог Mach3[англ.] Turbo (3 лезвия).
- Venus Vibrance — женский аналог M3Power (3 лезвия плюс виброрежим).
- Venus Breeze — женский станок (3 лезвия), оснащённый средством для бритья на подушечках, находящихся над и под лезвиями.
- Embrace — женский аналог Fusion (5 лезвий).

### Одноразовые станки
После появления станков производства компании Bic в 1975 году на потребительском рынке, Gillette начала терять лидирующие позиции. Людям на тот момент времени оказались нужнее дешевые станки, которые можно выкинуть сразу после использования. В ответ на это Gillette стала выпускать свои модели одноразовых станков.
На данный момент в продаже имеются модели одноразовых станков Gillette II и Gillette Blue II, а также Sensor 3 Sensitive. Кроме того, выпускаются одноразовые станки для женщин Satin Care и Gillette Blue II For Women.

### Классические станки
Сегодня Gillette производит классические бритвенные станки Rubie Platinum Plus, а также лезвия к ним. Также производится российский бренд Sputnik.

### Средства для бритья
Компания Gillette также производит продукцию, необходимую для влажного бритья: пены, гели для бритья, средства после бритья. Пена производится под двумя лейблами: Gillette Foam и Gillette Series.

## Образ в искусстве
В рассказе М. Зощенко «Диктофон», наряду с другими «великими изобретениями» американцев, названы и «безопасные бритвы Жиллет».
Образ бритвы «Жиллет», как отмечает один из исследователей творчества О. Мандельштама, является объединяющим для стиха и «Четвёртой прозы» поэта.
В рассказе М. А. Булгакова «Пропавший глаз» (цикл «Записки юного врача», 1925) «безопасную бритву Жиллет» привез с собой в Мурьевскую больницу молодой врач. И брился ей, когда его отвлекли на роды.
У братьев Вайнеров упоминаются в романе Эра милосердия в качестве предпочитаемых бритвенных принадлежностей в уходе за лицом члена банды «Черная кошка» Евгения Петровича Фокса.
В романе Ильфа и Петрова «Двенадцать стульев» также фигурирует бритва данной фирмы.